# Poilly-lez-Gien
Poilly-lez-Gien – miejscowość i gmina we Francji, w Regionie Centralnym, w departamencie Loiret.
Według danych na rok 1990 gminę zamieszkiwało 2281 osób, a gęstość zaludnienia wynosiła 69 osób/km² (wśród 1842 gmin Centre, Poilly-lez-Gien plasuje się na 163. miejscu pod względem liczby ludności, natomiast pod względem powierzchni na miejscu 282.).